# هانس زینسر
هانس زینسر (زادهٔ ۲۶ آبان ۱۲۵۷، درگذشتهٔ ۱۳ شهریور ۱۳۱۹ خورشیدی) ایمنی‌شناس و باکتری‌شناس بود. او در سال ۱۳۱۵ میکروب تیفوس را جدا کرد. در سال ۱۳۱۸ روشی را برای تولید انبوه واکسن تیفوس ابداع کرد. علت این بیماری میکروب ریکتزیا (Rickettsia) است که در نتیجهٔ گزش منتقل می‌شود.